# 赖莎·戈尔巴乔娃
赖莎·马克西莫芙娜·戈巴契娃（羅馬化：Raisa Maksimovna Gorbachyova；1932年1月5日—1999年9月20日），又譯雷莎·戈巴卓娃，婚前姓季塔连科（Титаренко，羅馬化：Titarenko），是前蘇聯共產黨總書記和蘇聯總統米哈伊尔·戈尔巴乔夫的妻子。她是蘇聯首位走向公眾的第一夫人，為蘇聯的婦女奠定了新一代的典範。

## 生平

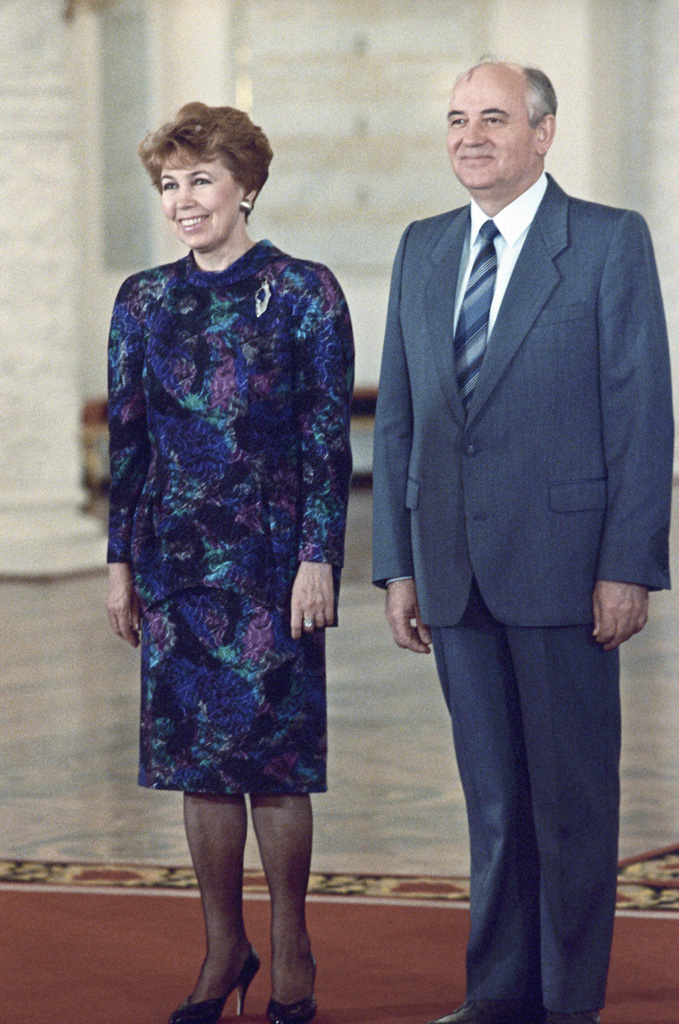
赖莎与戈尔巴乔夫（1988年）

雷莎與戈巴卓夫相識於求學期。當時他們一同於莫斯科國立大學就讀社會學。當1953年畢業後二人立即結婚，並遷居至戈巴卓夫在南俄羅斯的家鄉斯塔夫罗波尔。雷莎在當地的學校教授馬列主義哲學。1956年，他們唯一的女兒誕生。
當戈巴卓夫得到提拔成為蘇聯共產黨的官員，回到莫斯科之時，雷莎亦隨同前往，並回到母校任教。1985年，康斯坦丁·契尔年科逝世。5月11日，戈尔巴乔夫当选为苏联最年轻的苏联共产党中央委员会总书记，雷莎亦放棄她的教席，轉為在丈夫的幕後作他的首席顧問。
雖然蘇聯女性在工作上一直都和男性享有平等的待遇，但過去蘇聯領袖的太太絕少公開露面。作為一位講師的雷莎不但不怕面對群眾，更經常與丈夫一同出席公開場合。這大大改變了蘇聯婦女的地位，使她們勇於走向社會。但雷莎走上這條路時亦遇到不少困難。在戈巴卓夫當選初期，她的夫家就不斷對她的大膽作風嚴厲批評。幸得丈夫的支持，使雷莎為蘇聯在西方國家面前成功建立起一個人性化的形象。
在1991年底蘇聯解體後，雷莎亦隨同丈夫在新聞頭條上淡出。但當她被診斷出患上白血病後，即時再獲得公眾關注。她亦借助傳媒的力量，籌款興建兒童白血病醫院。與此同時，隨著西方國家不斷邀請戈巴卓夫演講，她亦隨同丈夫遊歷四方。
1999年7月25日，赖莎因白血病住进德國明斯特的明斯特大学附属医院，治疗费用使得早前在1998年俄罗斯金融危机中失去积蓄的戈尔巴乔夫几乎入不敷出。1999年9月20日，雷莎在明斯特大学附属医院病逝，當時的俄羅斯總統葉爾辛立即派遣一架政府飛機接載她的遺體返國，並舉行公祭。其後靈柩移送往莫斯科的新圣母公墓安葬。其丈夫戈尔巴乔夫于2022年8月30日去世後，按照生前遗愿安葬在其墓旁。

## 評價
戈巴契夫的秘書博爾金在其回憶錄中提到，雷莎作風強勢且自我中心，生活奢侈浮誇，且常常對政策提出自己的意見，戈巴契夫個性軟弱又不願忤逆她。她常常跟著戈巴契夫一同出席各種政府公事場合。由於在她以前的蘇聯第一夫人沒有人會用這種強硬的方式試圖干政，一開始許多在場的人對她的這些越權的行為感到困惑，總書記辦公室曾經收到大量的署名信件、甚至一整個工廠的署名信質問此事。常常公器私用，要求他的座車也要安裝能夠直通各政治人物辦公室的電話，也經常自行聯絡各國政要夫人，或者自己的秘書不用卻一直要求總書記的秘書幫她寫東西還一直挑三揀四。經常要求更換下屬只因為自己不滿意、或者提出「找醜一點的女性伺從」、甚至要求下屬「說，你們永遠宣誓忠於戈巴契夫」等不合理要求。